# کاپنوگرافی
کاپنوگرافی یک روش مانیتورینگ بیهوشی است که با استفاده از آن فشار نسبی کربن دی‌اکسید در هوای بازدمی بیمار سنجیده می‌شود. بیشترین توسعه و اصلی‌ترین کاربرد این وسیله در هنگام بیهوشی و مراقبت‌های ویژه پزشکی می‌باشد.

این وسیله میزان کربن دی‌اکسید در هوای بازدمی را به شکل یک نمودار برحسب میلیمتر جیوه و زمان نشان می‌دهد یا به شکل کمتر مرسوم آن میزان حجم هوای بازدمی را نمایش می‌دهد. همچنین با استفاده از این وسیله می‌توان میزان کربن دی‌اکسید در هوای دمی وقتی از سیستم تنفس مجدد در هنگام بیهوشی استفاده می‌شود را تشخیص داد.

کاپنوگرام به صورت مستقیم فشار نسبی کربن دی‌اکسید هوای دمی و هوای بازدمی بوده و به صورت غیرمستقیم بیان‌کننده فشار نسبی کربن دی‌اکسید در خون شریانی است. در افراد سالم و در شرایط نرمال بین فشار نسبی کربن دی‌اکسید هوای بازدمی و فشار نسبی کربن دی‌اکسید در خون شریانی تفاوت اندکی وجود دارد اما در شرایطی مانند بیمارهای ریه یا نارسایی قلبی این تفاوت به بیش از kPa ۱ (کیلو پاسکال) می‌رسد.

## روش کار

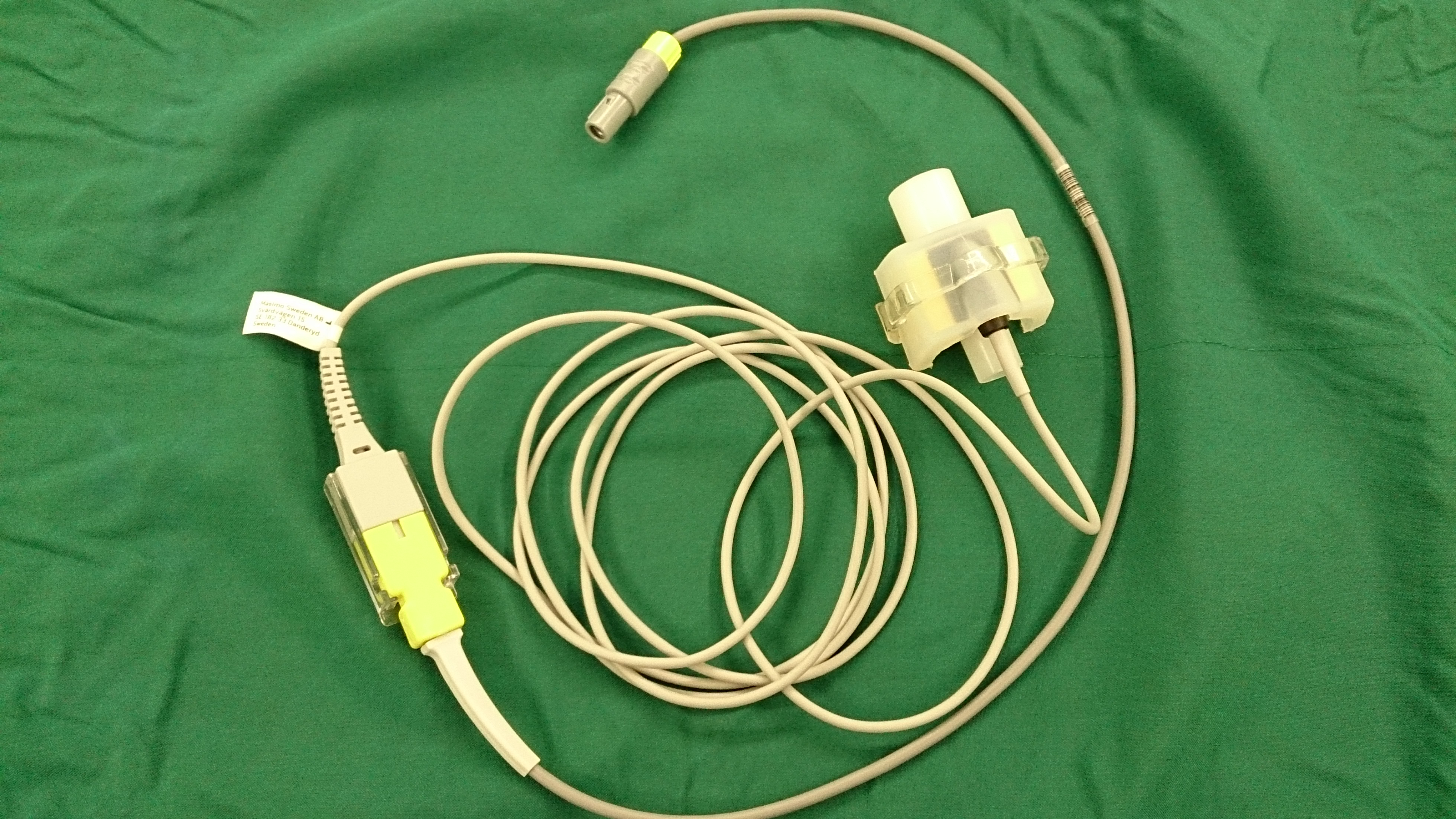
ست کاپنوگراف

کاپنوگراف بر اساس این اصل استوار است که گاز کربن دی‌اکسید اشعه مادون قرمز را جذب می‌کند. به این شکل که پرتویی از اشعه مادون قرمز از میان گاز دمی و بازدمی عبور می‌کند و زمانی که گاز کربن دی‌اکسید در هوای دمی یا بازدمی وجود داشته باشد میزانی از این اشعه جذب گاز شده و در نهایت اشعه کمتری به سنسور دوم خواهد رسید به این ترتیب میزان این گاز در هوای استنشاقی مشخص خواهد شد. حضور گاز دی نیتروژن مونوکسید در ترکیب گازهای استنشاقی میزان جذب اشعه مادون قرمز را تغییر می‌دهد.
این روش به عنوان یک روش قابل اعتماد در سال ۱۸۶۴ توسط جان تیندال ارائه شد. هرچند این دستگاه‌ها در قرن ۱۹ و اوایل قرن ۲۰ برای استفاده بالینی بسیار دست و پاگیر بودند.

## استفاده تشخیصی

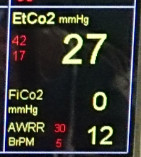
اطلاعات کاپنوگرافی

کاپنوگرافی اطلاعات کافی در مورد تولید CO2، خونرسانی ریه، تهویه کیسه هوایی، الگوی تنفسی و میزان حذف CO2 از سیستم تنفسی حین بیهوشی را نشان می‌دهد.
شکل منحنی کاپنوگرافی در حضور برخی بیماری‌های ریه تحت تأثیر قرار می‌گیرد. به‌طور کلی بیماری‌های انسدادی ریه مانند برونشیت، بیماری مزمن انسدادی ریه و آسم که در آن گازهای تنفسی در ریه با هم مخلوط می‌شوند شکل منحنی تغییر می‌کند. شرایطی مانند آمبولی ریه یا نارسایی احتقانی قلب می‌تواند روی خونرسانی ریه مؤثر باشد، این بیماری‌ها روی شکل منحنی کاپنوگرافی مؤثر نیست اما تا حد زیادی در رابطه بین CO2 بازدمی و CO2 شریانی مؤثر است.

از این وسیله می‌توان برای اندازه‌گیری میزان تولید کربن دی‌اکسید، اندازه‌گیری میزان سوخت‌وساز استفاده کرد. افزایش میزان تولید CO2 در هنگام تب و لرز مشاهده می‌شود در مقابل کاهش میزان تولید CO2 در هنگام بیهوشی و هیپوترمی مشاهده می‌شود.

## استفاده در بیهوشی

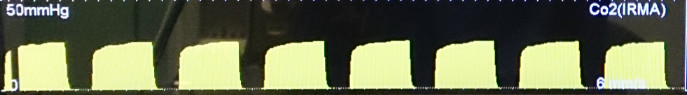
نمودار کاپنوگرافی

در طی بیهوشی بین بیمار و دستگاه بیهوشی یک اثر متقابل وجود دارد. معمولاً ارتباط حیاتی بین دو جز شامل لوله تراشه یا ماسک و کربن دی‌اکسید برقرار است که معمولاً توسط این وسیله کنترل و مانیتور می‌شود. کاپنوگرافی به‌طور مستقیم منعکس‌کننده میزان حذف CO2 از جریان خون توسط ریه در حین بیهوشی می‌باشد و به‌طور غیر مستقیم بیان‌کننده میزان تولید CO2 توسط بافت و جریان خون ریه می‌باشد.

ناحیهٔ زیر منحنی کاپنوگرافی میزان حجم CO2 در هر تنفس را نشان می‌دهد، بنابراین در طول یک دقیقه با استفاده از این روش می‌توان به میزان حذف دقیقه‌ای CO2 پی برد، که این روش راهکار مهمی برای اندازه‌گیری متابولیسم بدن است. تغییر ناگهانی در نمودار حذف CO2 در حین اعمال جراحی ریه یا قلب معمولاً به تغییر مهمی در عملکرد قلب و ریه اشاره دارد.

کاپنوگرافی به خوبی نشان داده که نسبت به قضاوتهای بالینی (فقط قضاوت بالینی) بسیار مؤثر تر است. به عنوان مثال برای تشخیص زودهنگام حوادث تنفسی مانند گذاشتن اشتباهی لوله تراشه در داخل مری یا تعداد تنفس کم بیمار یا قطع شدن مسیر تنفسی بیمار در زمانی که بیمار بیهوشی است بسیار مؤثر است و در نهایت از آسیب جدی به بیمار جلوگیری می‌کند. در طول فرایند آرام‌بخشی کاپنوگرافی اطلاعات مفید تری در مورد تعداد تنفس و نظم تنفس نسبت به پالس اکسی متری نشان می‌دهد.

کاپنوگرافی یک روش سریع و قابل اطمینان برای تشخیص موارد تهدیدکننده حیات مانند گذاشتن اشتباهی لوله تراشه، نارسایی پنهان تنفسی، نارسایی گردش خون، آمبولی و قطع شدن مسیر تنفسی بیمار بوده و می‌توان با استفاده از این وسیله بیمار را از این تهدیدات محافظت کرد. پالس اکسی‌متری در کنار کاپنوگرافی می‌تواند از وقوع ۹۳ درصد اتفاقات ناگوار حین بیهوشی جلوگیری کنند.

## کاپنوگرافی در موارد اورژانس
کاپنوگرافی در خدمات اورژانس (EMS) برای تشخیص و درمان مصدومان و نیازمندان به کمک در خارج بیمارستان به‌طور فزاینده‌ای در حال استفاده شدن است. به عنوان مثال برای تأیید محل صحیح لوله تراشه یا زمانی که از یک وسیله برای باز کردن راه هوایی بیمار استفاده می‌شود از کاپنوگرافی استفاده می‌شود زیرا اگر لوله‌گذاری تراشه به درستی انجام نشود احتمال مرگ بیمار وجود دارد.
طبق مطالعه‌ای که در مارس ۲۰۰۵ در همایش سالانه طب اورژانس ارائه شد، مقایسه‌ای بین لوله‌گذاری تراشه به همراه کاپنوگرافی و لوله‌گذاری تراشه بدون استفاده از کاپنوگرافی صورت گرفت که نشان داد زمانی که از کاپنوگرافی استفاده نمی‌شود در ۲۳٪ از موارد لوله‌گذاری داخل مری بوده‌است. به همین دلیل بود که انجمن قلب آمریکا در راهنمای احیای قلبی ریوی تصریح کرد که استفاده از کاپنوگرافی اهمیت بالایی در احیای قلبی ریوی دارد.

انجمن قلب آمریکا در دستورالعمل جدید خود اعلام کرده که استفاده از کاپنوگرافی به صورت غیرمستقیم می‌تواند برون ده قلبی را نشان دهد و در نهایت میزان مؤثر بودن فرایند احیای قلبی ریوی و بازگشت جریان خون را نشان می‌دهد بنابراین می‌توان به عنوان مانیتور مؤثر از آن استفاده کرد. مطالعات نشان داده که در هنگام احیای قلبی ریوی بیماری که کاپنوگراف دارد، زمانی که نمودار کاپنوگراف سقوط می‌کند می‌توان دریافت که فرد احیاکننده خسته شده و فرد جدید برای احیا قلبی باید جایگزین آن شود.

مطالعات دیگر نشان می‌دهد زمانی که جریان خون فرد دوباره به حالت عادی و خودبه‌خودی برمی‌گردد، افزایش ناگهانی در میزان CO2 بروز می‌کند. این افزایش ناگهانی به این دلیل اتفاق می‌افتد که CO2 که در بافتها جمع شده ناگهان وارد جریان خون شده و در نهایت وارد ریه شده و از آن دفع می‌شود. همچنین می‌توان گفت زمانی که میزان CO2 انتهای بازدمی ناگهان افت پیدا می‌کند بیمار ضربان نداشته و نیاز به احیای قلبی ریوی باید بررسی شود.

در حال حاضر امدادگران در بیمارانی که لوله تراشه ندارند با استفاده از کانولای بینی مخصوص اقدام به جمع‌آوری کربن دی‌اکسید می‌کنند. زمانی که سطح کربن دی‌اکسید انتهای بازدمی بیمار بالا باشد ممکن است شرایط مغزی و هوشیاری بیمار تغییر کند یا بیمار مشکل شدید تنفسی داشته باشد که این دو مورد حاکی از آن است که بیمار تعداد تنفس کم داشته و شاید نیاز به لوله‌گذاری تراشه داشته باشد. در مقابل پایین بودن میزان سطح کربن دی‌اکسید انتهای بازدمی حاکی از آن است که تعداد تنفس بیمار از حالت عادی بیشتر است.

مطالعات بالینی نشان داده که باید برای بیماری‌هایی نظیر آسم، نارسایی قلب، دیابت، شوک هموراژیک، آمبولی ریه، اسیدوز و اورژانس‌های دیگر قبل بیمارستانی باید از این وسیله استفاده کرد.
پرستاران آموزش دیده در زمانی که لوله معده (NGT) در معده بیمار قرار می‌دهند برای اطمینان از درست بودن محل لوله که در ریه بیمار نباشد از این وسیله استفاده می‌کنند. به دلیل اینکه از لوله NGT برای غذا دادن به بیمار استفاده می‌شود اگر لوله در ریه بیمار باشد ممکن است غذا وارد ریه (آسپیراسیون) شود و در نهایت منجر به عفونت شده و برای بیمار خطر ایجاد می‌کند.